# Anisopodus mexicanus
Anisopodus mexicanus là một loài bọ cánh cứng trong họ Cerambycidae.